# خروجی الکتریکی ناخالص
خروجی الکتریکی گروس (انگلیسی: Gross generation) به میزان کل برق تولید شده در نیروگاه در طی مدت زمان مشخص گفته می‌شود.